# 威利·考利-斯坦
威利·考利-斯坦（英語：Willie Cauley-Stein，1993年8月18日—）為美國男子籃球运动員。

## 大学时期
效力肯塔基大學，期間場均上場25.9分鐘，拿下場均8.9分、6.4籃板、1.7蓋帽、1.2搶斷的表現，率領隊伍在NCAA於2014-15賽季打進四強賽。

## 職業生涯
2015年6月25日，考利-斯坦在2015年NBA选秀大会上以第六顺位被萨克拉门托国王队选中。7月16日，他与国王队签约。
2020年1月25日，考利-斯坦被交易到達拉斯獨行俠。
2024年10月21日，中国男子篮球职业联赛南京同曦簽下考利-斯坦。11月20日，南京同曦取消註冊考利-斯坦，考利-斯坦代表南京同曦出賽兩場，場均表現為3分、1.5籃板。

## 外部連結
- 威利·考利-斯坦在fiba.basketball（英语）
- 威利·考利-斯坦在NBA官網（英语）
- 威利·考利-斯坦在NBA G聯盟官網（英语）
- 威利·考利-斯坦在中国男子篮球职业联赛官網
- 威利·考利-斯坦在Basketball-Reference.com（NBA）（英语）
- 威利·考利-斯坦在Basketball-Reference.com（NBA G聯盟）（英语）
- 威利·考利-斯坦在Basketball-Reference.com（國際）（英语）
- 威利·考利-斯坦在Sports-Reference.com（NCAA）（英语）
- 威利·考利-斯坦在ESPN（NBA）（英语）
- 威利·考利-斯坦在Eurobasket.com（球員）（英语）
- 威利·考利-斯坦在Proballers（英语）
- 威利·考利-斯坦在RealGM（英语）
- 威利·考利-斯坦在中国篮球数据库
- 威利·考利-斯坦在Flashscore（英语）